# Kleinia neriifolia
Kleinia neriifolia Haw., conocido en castellano como verode o verol, es una especie de arbusto suculento perteneciente a la familia Asteraceae. Es originaria de la Macaronesia.

## Descripción

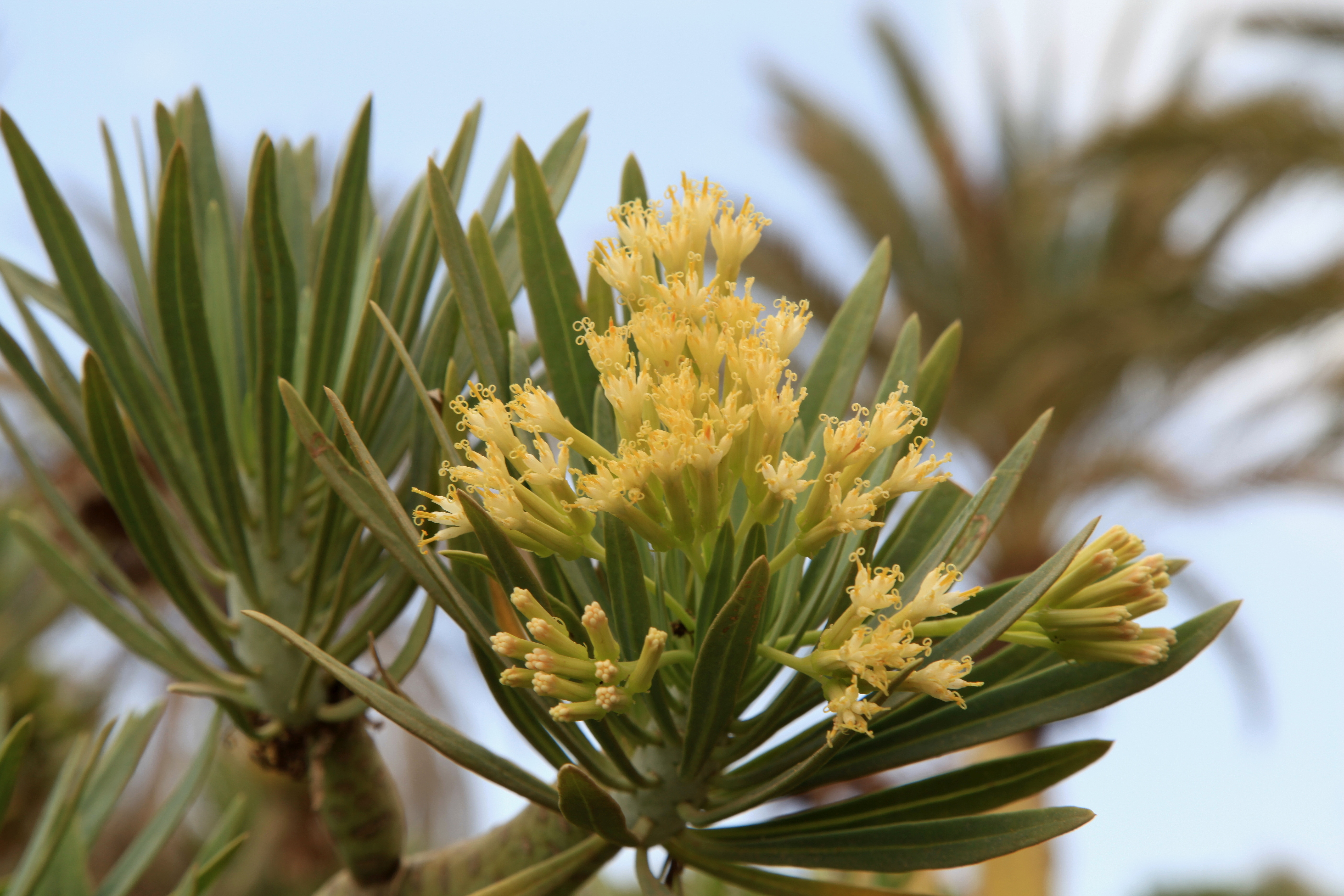
Detalle de la inflorescencia.

Planta suculenta de porte arbustivo que puede alcanzar los 150 cm de altura, se ramifica abundantemente a lo largo de la estación vegetativa. Los tallos carnosos, adaptados para acumular agua con la que soportar la sequía de los meses estivales, están protegidos por una corteza que oscila del verde al marrón y conserva las cicatrices de las hojas que han caído. Las gruesas hojas lanceoladas son de color verde intenso, surgen en apretados racimos en la parte superior de los tallos, sin peciolo. Caen al inicio de la estación seca, momento en que los tallos más jóvenes, verdosos, asumen durante este periodo la función clorofílica que correspondería a las hojas. Las fragantes flores de color blanco marfileño brotan en verano.
Esta planta presenta la peculiaridad de conservar las hojas y frutos ya secos del año anterior y al mismo tiempo están floreciendo los nuevos. Las semillas presentan un penacho de pelos abundantes (vilano) que les permite su dispersión por el viento.

## Distribución y hábitat
Es un endemismo del archipiélago de Canarias ―España―, estando presente en todas las islas y en el islote de Lobos.
Se desarrolla abundantemente en la zona baja de las islas, pudiendo alcanzar los más de 1000 metros de altitud. Crece en suelos pobres y pedregosos, formando parte principal de los matorrales del tabaibal-cardonal.

## Taxonomía
K. neriifolia fue descrita por el botánico inglés Adrian Hardy Haworth y publicada en Synopsis plantarum succulentarum en 1812.
Etimología
- Kleinia: nombre genérico dedicado al naturalista prusiano Jacob Theodor Klein.
- neriifolia: epíteto latino compuesto de Nerium, género de la adelfa, y folias, hojas, follaje, aludiendo a la semejanza foliar entre ambas especies.

Sinonimia
Presenta los siguientes sinónimos:
- Cacalia kleinia L.
- Cacalia terminalis Salisb.
- Kleinia kleinia (L.) Druce
- Senecio kleinia (L.) Less.
- Senecio neriifolius (Haw.) Baill.

## Importancia económica y cultural
Es visitada asiduamente por las abejas melíferas cuando se encuentra en floración, produciendo una excelente miel.[cita requerida]
Es una especie de uso como planta ornamental, siendo adecuada para jardines áridos, con pocas exigencias de riego. Requiere un suelo bien drenado y con textura de grano grueso. Vegeta bien al sol o media sombra. No resiste temperaturas por debajo de los 5 °C.

## Nombres comunes
Se conoce popularmente en las islas como berode/verode o berol/verol, estando considerado como un guanchismo, término de procedencia aborigen canaria que permanece vivo en el español de Canarias. No obstante, algunos autores lo relacionan con el portugués berol, nombre de una planta submarina.
En las islas también se utiliza este término para especies del género Aeonium, algunas de las cuales presentan un porte similar al de esta planta, con tallos engrosados, ramificados y con las hojas dispuestas en roseta terminal.